# 羅湖懲教所
羅湖懲教所（英語：Lo Wu Correctional Institution）是香港懲教署轄下的一所中低度設防的監獄，位於新界上水，鄰近河上鄉163號。新監獄於2010年啟用，收容女性成年犯人及還押犯人，現在的收容額為1,400名，是全香港最大的女性懲教院所及首個環保懲教院所。

## 概覽
羅湖懲教所歷史起源自前英軍羅湖軍營。
1943年香港日治時期，為了安置受啟德機場擴建工程影響的居民，日本軍政府曾計畫在此興建一條模範新村，後來改為在上水高爾夫球場興建4座平房。
1989年，港府將這裡劃為越南船民而設的難民營。在船民陸續遷出後，1997年改為第一代羅湖懲教所，當時可收容最多208名犯人。
羅湖懲教所重建計劃於2007年4月展開，拆卸僅可容182人的舊羅湖懲教所及毗鄰羅湖騎術會的建築物，興建三所新的懲教院所，建築費達15億港元，由關善明建築師事務所設計，有利建築負責承建工程，於2010年4月完工，同年7月2日開始運作，首批135名女囚由芝麻灣懲教所遷入，其後分批接收來自芝新懲教所及荔枝角懲教所的女性在囚人士，於8月24日由香港行政長官曾蔭權主持揭幕儀式。

## 設施
羅湖懲教所面積達52,000多平方米，整個建築群包括主翼、東翼及西翼3個監區，合共設有104個監倉，收留監禁年期12年以下的21歲以上成年女囚，東翼及西翼中度設防各有28個監倉和30間獨立囚室，最多可以收容800人，而主翼則為低度設防監區，呈圓形設計，有48個囚倉，每倉可容12至14人，可收容600人，也設有醫院、廚房、課室、工場及其他更生服務設施等。懲教署首次在院所地下建設一條闊約6米、高3米多貫通各個監區的全天候地下行車通道，連接各監區到中央大樓，以便職員管理不同監區，或在突發事件發生時安排緊急調動。懲教所採用綜合管理模式管理，新院所糅合科技、環保及以人為本於一身，每個囚倉裝設2部閉路電視，可容納12至14名囚犯，每名囚犯有獨立睡床。整間院所設有1,600個鎖和電動閘門，其中380個是電子鎖，閉路電視系統做到幾乎無死角，主翼囚倉設有當值室，職員居高臨下透過三面玻璃及配合監察顯示屏同時監察12個囚倉。
各幢大樓天台都安裝太陽能光伏板系統用作發電；而熱水系統將太陽熱能釋放至相關設有容積式熱交換器的熱水儲水缸，從而供應熱水；可處理每日775立方米的污水循環再用系統，以膜式生物方式處理污水，消毒初步潔淨的污水作沖廁，每日最多可回收三成污水再用，餘下污水則會排出雙魚河；院所內四周種植了包括大葉紫薇等超過120棵樹、灌木及鋪地等植物，其中三座大樓的天台亦種有鋪地植物或草坪，增加綠化面積及減低大樓內的溫度；囚倉亦運用送風系統及「風塔」設計，產生空氣對流加強通風。羅湖懲教所的探訪室有專供傷殘探訪者使用的探訪櫃位。
院所內亦有不同康體設施，由於是收納女囚犯，院所的病房設有兩間育嬰室提供近20個床位，供囚犯與3歲以下子女入住，亦設有親子中心提供空間予囚犯與6歲以下子女相處，每次2小時，及名為「健心館」的心理輔導室由心理專家為女囚犯解決情緒問題。而工場亦提供多元化的職業訓練，特設的過濾口罩工場，產品供應消防處、衞生署、康文署和食環署等政府部門，及復康中心和安老院等醫管局的聯網醫院和社區護理機構；另外，亦有6個製衣工場，香港紀律部隊和醫管局的制服以及囚犯的衣服都是在那裏製造。

## 文化影響
羅湖懲教所甚少作為拍攝場地，但亦有不少例外，如無綫電視拍攝的劇集《點金勝手》（部份場景）及《再戰明天》。

## 服刑名人
- 陳學殷：2011年陳學殷由囚車送至羅湖懲教所門外刑滿出獄
- 周庭：前香港眾志副秘書長
- 袁嘉蔚：前南區區議會田灣選區議員
- 毛孟靜：前九龍西立法會議員。

## 交通

### 小巴
- 新界區專線小巴51K線（特別班次），來往上水站至羅湖懲教所

## 外部連結
- 懲教署：羅湖懲教所 （页面存档备份，存于）
- 立法會：重建羅湖懲教所 （页面存档备份，存于）
- 立法會：羅湖懲教所重建工程（補充資料） （页面存档备份，存于）